# 陈杨寨街道
陈杨寨街道，是中华人民共和国陕西省咸陽市秦都区下辖的一个乡镇级行政单位。

## 行政区划
陈杨寨街道下辖以下地区：
秦阳社区、咸户北路社区、陈杨寨村、伍家堡村、段家堡村、孔家寨村、段村、小王村、王家庄村、新胜堡村、河南街村、牛家村、安谷村和田家堡村。